# Die Grünen/Europäische Freie Allianz/5. Wahlperiode
Diese Seite führt die Mitglieder der Fraktion Die Grünen/Europäische Freie Allianz während der 5. Wahlperiode des Europäischen Parlaments auf.

## Vorstand
Ko-Vorsitzende(r)
- Heidi Hautala[1]
- Paul Lannoye[1]

## Mitglieder
| Land                   | Partei                                     | MdEP   | MdEP |
| Land                   | Partei                                     | Anzahl | Mitglieder |
| ---------------------- | ------------------------------------------ | ------ | --- |
| Belgien                | Ecolo                                      | 3      | Pierre Jonckheer, Monica Frassoni, Paul Lannoye |
| Belgien                | Agalev                                     | 2      | Luckas Vander Taelen (bis 31. August 2002), Patsy Sörensen, |
| Belgien                | Volksunie                                  | 2      | Nelly Maes, Bart Staes |
| Finnland               | Vihreä Liitto                              | 2      | Matti Wuori, Uma Aaltonen (ab 7. April 2003) |
| Frankreich             | Les Verts                                  | 9      | Danielle Auroi, Alima Boumediene-Thiery, Daniel Cohn-Bendit, Marie-Françoise Duthu (ab 11. Februar 2004), Hélène Flautre, Marie-Anne Isler-Béguin, Alain Lipietz, Gérard Onesta, Didier-Claude Rod |
| Deutschland            | Bündnis 90/Die Grünen                      | 4      | Hiltrud Breyer, Friedrich-Wilhelm Graefe zu Baringdorf, Heide Rühle, Elisabeth Schroedter |
| Irland                 | Green Party                                | 2      | Nuala Ahern, Patricia McKenna |
| Italien                | Federazione dei Verdi                      | 2      | Giorgio Celli, Reinhold Messner |
| Luxemburg              | Déi Gréng                                  | 1      | Claude Turmes |
| Niederlande            | GroenLinks                                 | 4      | Theo Bouwman, Kathalijne Buitenweg, Joost Lagendijk, Alexander de Roo |
| Österreich             | Die Grünen – Die grüne Alternative         | 2      | Johannes Voggenhuber, Mercedes Echerer |
| Schweden               | Miljöpartiet de Gröna                      | 1      | Per Gahrton, Inger Schörling |
| Spanien                | Coalició Nacionalista - Europa dels Pobles | 1      | Josu Ortuondo Larrea, Miquel Mayol (ab 8. Juni 2001) |
| Spanien                | Convergència i Unió                        | 1      | Enric Morera i Català (ab 2. April 2004) |
| Spanien                | Coalición Europea                          | 1      | Juan Manuel Ferrández Lezaun (ab 10. Juli 2003) |
| Spanien                | Bloque Nacionalista Galego                 | 1      | Camilo Nogueira Román |
| Vereinigtes Königreich | Green Party of England and Wales           | 2      | Jean Lambert, Caroline Lucas |
| Vereinigtes Königreich | Scottish National Party                    | 2      | Ian Hudghton, Neil MacCormick |
| Vereinigtes Königreich | Plaid Cymru                                | 1      | Jill Evans |